# Ögonböna
Ögonböna (Vigna unguiculata) är en art i familjen ärtväxter. Arten förekommer inte vild utan har uppstått genom förädling i tropiska Afrika.